# Philips Erard van der Noot
Philips Erard van der Noot (Ukkel, 6 februari 1638 - Gent, 3 februari 1730) was een Zuid-Nederlands bisschop. Hij was de 13de bisschop van Gent (1694-1730).

## Levensloop
Philips Erard van der Noot was de zoon van ridder Gilles van der Noot, heer van Carloo en Anne van Leefdael.
Na zijn humaniora bij de jezuïeten in Antwerpen ging hij naar de universiteiten van Leuven waar hij wijsbegeerte studeerde en Dowaai, waar hij in 1666 een licentiaat in de beide rechten behaalde. 
Op 28 augustus 1667 werd hij tot priester gewijd. 
Op 9 juni 1684 werd hij aartspriester van het  Sint-Romboutskapittel te Mechelen en op 18 mei 1689 werd hij er de proost van. 
Bij het overlijden van aartsbisschop Alphonsus van Bergen nam hij tijdens de sedisvacatie als vicaris-generaal van juni 1689 tot juli 1690 het bestuur waar tot de nieuw benoemde aartsbisschop Humbertus Guilielmus de Precipiano zijn ambt opnam.  
Op 2 juli 1689 benoemde paus Innocentius XI hem tot apostolisch vicaris van het leger in de Spaanse Nederlanden.

## Bisschop
Begin september 1694 benoemde koning Karel II van Spanje hem tot bisschop van Gent. Op 8 november 1694 werd deze benoeming door paus Innocentius XII bevestigd. Hij was 56 jaar. Zijn wapenspreuk was Respice finem (Denk aan het einde). 
Op 7 augustus 1707 wijdde hij de Sint-Catharinakerk in op de Vroonstalledries te Wondelgem, die op de geveltop zijn wapenschild draagt.
Hij stond bekend om zijn grote bezorgdheid voor de rooms-katholieken uit de grensstreek met Nederland, die zonder materiële hulp de invloed van het Calvinisme uit het noorden moeilijk konden weerstaan. Dat bracht hem er onder andere toe in 1711 de bouw van de Onze-Lieve-Vrouw-Geboortekerk te Overslag (die hij het jaar daarop heeft ingewijd) te bekostigen. Zijn wapenschild staat boven de ingang van de kerk.

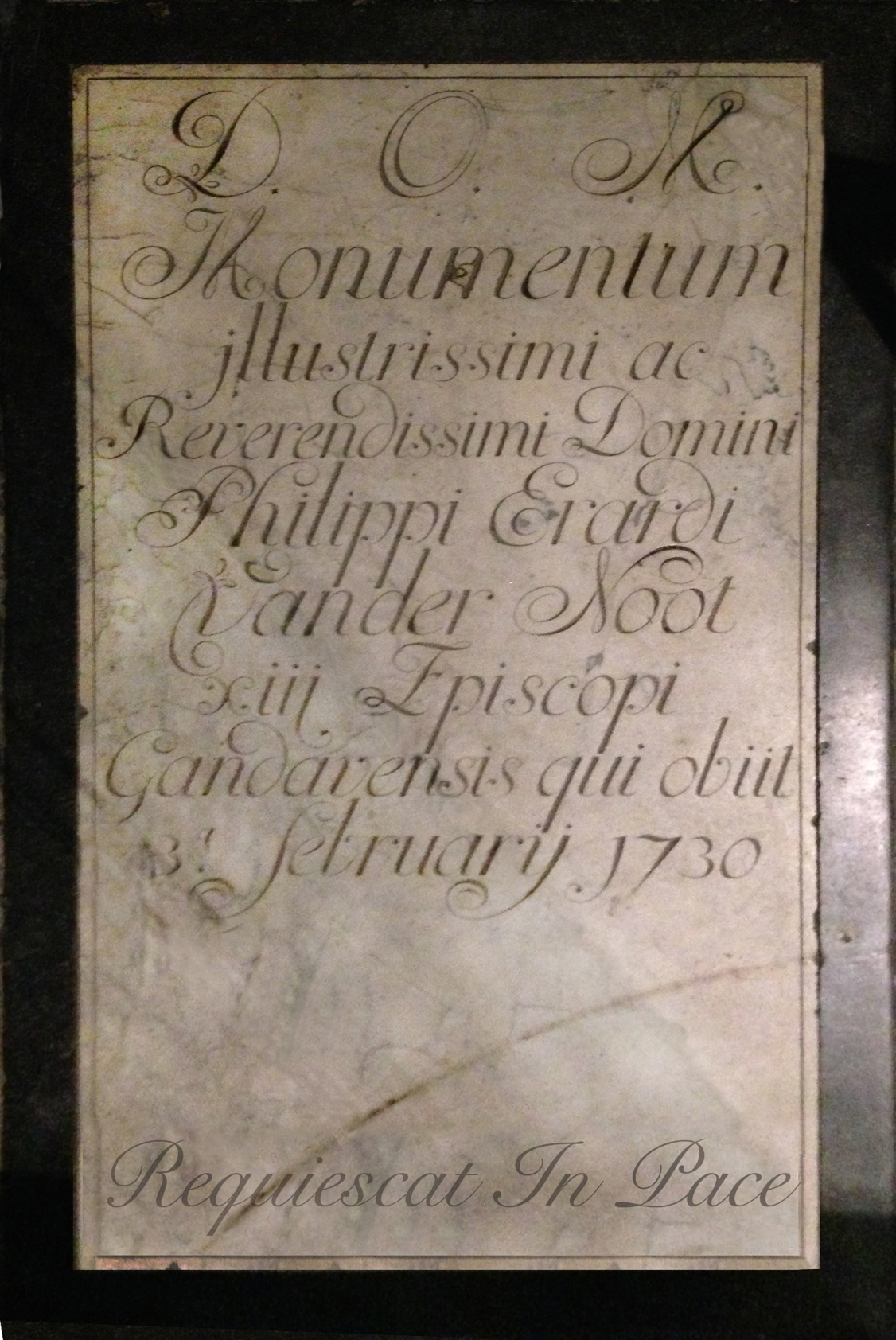
Grafplaat bisschop Philippus Erardus Vander Noot

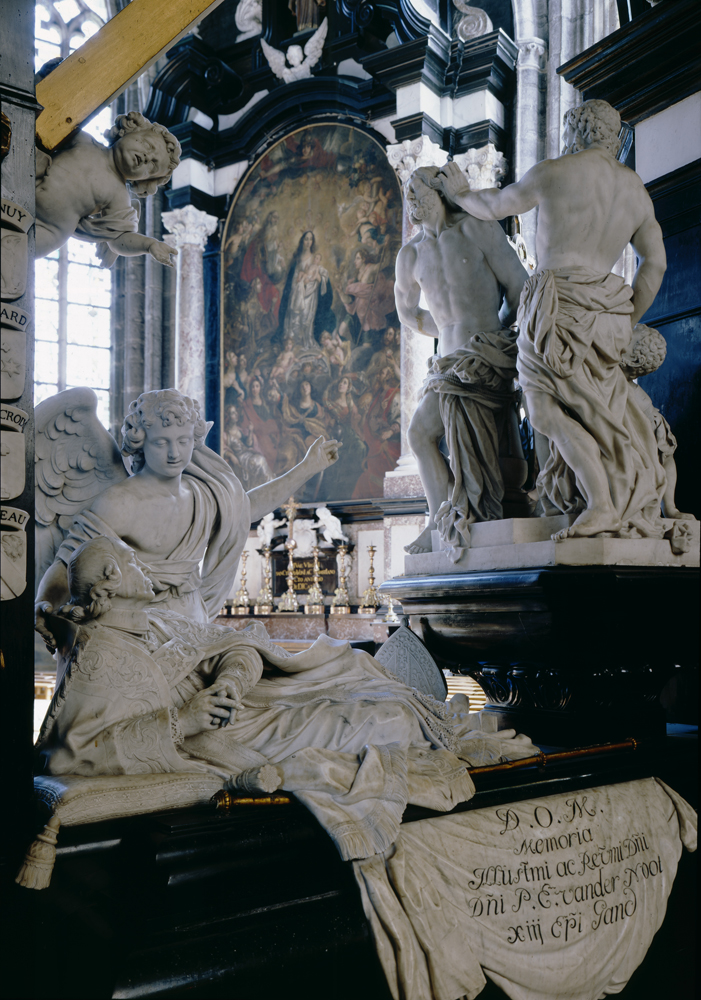
Praalgraf Mgr Philips Erard van der Noot

In 1720 liet hij de laat-barokke Sint-Amanduskapel bouwen op de heuvel van het Campo Santo.
In 1725 liet hij de beiaard van de Sint-Baafskathedraal grotendeels hergieten tot 39 klokken.
Op 3 februari 1730 - 3 dagen voor zijn 92ste verjaardag - overleed hij en werd bijgezet in de centrale straalkapel van de crypte van de Sint-Baafskathedraal.
Zijn praalgraf bevindt zich aan de noordzijde van de centrale straalkapel (Heilig Sacramentskapel) van de Sint-Baafskathedraal. Het is gebeeldhouwd door Jan-Baptist Helderberghe, Jan Boeksent en Pieter de Sutter.